# Sahzāb
Sahzāb är en ort i Iran.   Den ligger i provinsen Östazarbaijan, i den nordvästra delen av landet, 400 km nordväst om huvudstaden Teheran. Sahzāb ligger 1 812 meter över havet och antalet invånare är 683.
Terrängen runt Sahzāb är kuperad norrut, men söderut är den platt. Runt Sahzāb är det ganska tätbefolkat, med 62 invånare per kvadratkilometer. Närmaste större samhälle är Sarāb, 11,0 km väster om Sahzāb. Trakten runt Sahzāb består till största delen av jordbruksmark.